# Myleus knerii
Myleus knerii är en fiskart som först beskrevs av Steindachner, 1881.  Myleus knerii ingår i släktet Myleus och familjen Characidae. Inga underarter finns listade i Catalogue of Life.